# Johann Friedrich Unger (Arithmetiker)
Johann Friedrich Unger (* 26. Juni 1714 in Thurnau; † 8. Februar 1781 in Braunschweig) war ein deutscher Politiker, Arithmetiker und erster bedeutender landwirtschaftlicher Marktforscher deutscher Sprache.

## Leben

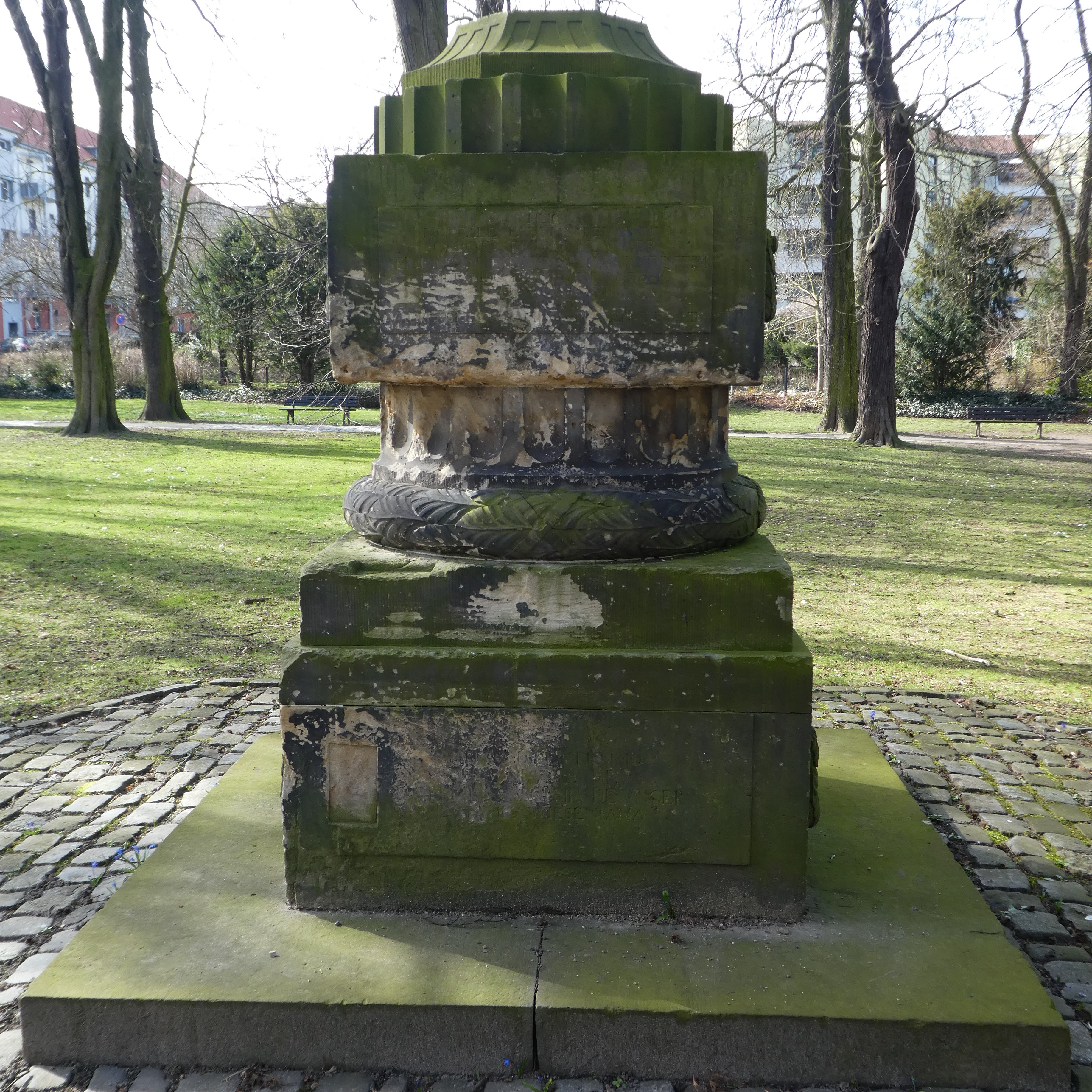
Grabstein Johann Friedrich Unger in Braunschweig

Sein Vater war Johann Georg Unger, mit Vorfahren aus dem Vogtland und Rektor der Lateinschule des Geschlechts Giech, seine Mutter Marie Dorothea Schöpfel. Johann Friedrichs Bruder Johann Christian war Bürgermeister in Hann. Münden.
Zwei Jahre studierte Unger die Rechte in Jena, bevor er Advokat in Hannover wurde. Dort war sein Bruder Johann Wilhelm Unger Geheimer Kanzleisekretär unter den Ministern Gerlach Adolph von Münchhausen und dessen Bruder Philipp Adolph von Münchhausen (1694–1762). Ab 1738 war Unger mehrere Jahre lang Justiziar in Moringen. Seit dieser Zeit veröffentlichte er Beiträge zur Kameralistik sowie zur Preis-, Sozial- und Agrarstatistik.
1746 wurde er Konsul und Zweiter Bürgermeister, später Erster Bürgermeister in Einbeck, wo er unter anderem das Schulwesen neu ordnete, und zugleich Landsyndikus für die Verwaltung im Fürstentum Grubenhagen. Am 14. Februar 1747 heiratete er Catharina Sophie Wiese, die Tochter des aus Quedlinburg stammenden Bürgermeisters Einbecks, Johann Christian Wiese, und der Catharina Sophie Temme. Sie bekamen zehn Kinder; das jüngste war ein 1760 auf der Erichsburg geborener Sohn; zwei der Kinder verstarben jung.
Die Stelle in Einbeck war seine längste berufliche Station. Ab 1759 war er Bürgermeister Göttingens, wo er auch kurfürstlicher Oberkommissar war.
Im Siebenjährigen Krieg entzog sich Unger 1759 einer Festnahme durch die französische Kriegspartei durch eine Flucht nach Einbeck zu seinem Schwiegervater und vormaligen Bürgermeister Johann Christian Wiese. Da die Franzosen die Verfolgung fortsetzten, mussten beide im August 1759 nach Seesen fliehen und anschließend die Flucht nach Hannover und Braunschweig fortsetzen.
1761 nahm Unger die Tätigkeit als Bürgermeister Göttingens wieder auf. Karl I. berief ihn 1763 nach Braunschweig zum Hofrat und Geheimsekretär. 1775 wurde er Geheimer Justizrat. Wegen seiner Verdienste um die Finanzen des Fürstentums Braunschweig-Wolfenbüttel wurde Unger am 8. Januar 1776 durch Kaiser Joseph II. der erbliche Adelstitel verliehen.

## Erfindung
Seit 1745 beschäftigte sich Unger mit der Konstruktion eines Geräts, das zur mechanischen Aufzeichnung von Spielaktionen an Tasteninstrumenten mit Tangentenmechanik (wie dem Clavichord) dienen sollte. Im Jahr 1752 waren die Entwürfe für diese Maschine endlich so weit gediehen, dass er der Berliner Akademie der Wissenschaften die Pläne zur Begutachtung vorlegen konnte. Bei seinem Verfahren wurden beim Spiel der Tasten durch Stifte Informationen zu Tonhöhe und Tondauer auf eine Papierrolle übertragen. Das dabei entstehende Schriftbild ähnelt dem der späteren Notenrollen, es ermöglichte im Gegensatz zu diesen jedoch kein Reproduktion des Spielvorgangs, sondern diente lediglich der Protokollierung.

## Auszeichnungen
- Ernennung zum Auswärtigen Mitglied der Berliner Akademie der Wissenschaften (1751)
- Außerordentliches Mitglied in der Göttinger Akademie der Wissenschaften (1759)[2]

## Schriften
- Beyträge zur Mathesi Forensi. 1744 (Google books).
- Von der Ordnung der Fruchtpreise, und deren Einflusse in die wichtigsten Angelegenheiten des menschlichen Lebens. Göttingen 1752. (Digitalisat Band 1)
- Vom practischen Nutzen der Algebra. 1753.
- Pragmatische Beschreibung der Stadt Einbeck. 1756.
- Entwurf einer Maschine, wodurch alles, was auf dem Clavier gespielet wird, sich von selber in Noten setzt: Im Jahr 1752. an die Königl. Akademie der Wissenschaften zu Berlin eingesandt, nebst dem mit dem Herrn Direktor Euler darüber geführten Briefwechsel, und einigen andern diesen Entwurf betreffenden Nachrichten. Fürstl. Waisenhaus-Buchhandlung, Braunschweig 1774. Digitalisat (online): Bayerische Staatsbibliothek, München.
- In Hannoverische Gelehrte Anzeigen veröffentlichte er mehrere Aufsätze über das Brauwesen.